# Ovillers-la-Boisselle
Ovillers-la-Boisselle é uma comuna francesa na região administrativa de Altos da França, no departamento de Somme. Estende-se por uma área de 9,61 km². Em 2010 a comuna tinha 445 habitantes (densidade: 46,3 hab./km²).